# Nippancistroger izuensis
Nippancistroger izuensis är en insektsart som beskrevs av Ichikawa 2001. Nippancistroger izuensis ingår i släktet Nippancistroger och familjen Gryllacrididae. Inga underarter finns listade i Catalogue of Life.